# Georg Brion
Georg Gustav Alfred Brion (* 28. März 1873 in Straßburg; † 15. Juni 1950 ebenda) war ein deutscher Ingenieur für Elektrotechnik und Hochschullehrer an der Bergakademie Freiberg.

## Leben
Brion, der Sohn eines französischen Festungsbaumeisters, studierte von 1891 bis 1896 Naturwissenschaften an den Universitäten Leipzig und Straßburg bis zur Promotion 1896. 1896/97 studierte er Elektrotechnik am Polytechnikum Zürich, worauf er von 1898 bis 1911 am Elektrotechnischen Institut der TH Dresden tätig war. 1907 erfolgte dort die Habilitation. Von 1911 bis 1938 sowie 1947 bis 1950 lehrte er als ordentlicher Professor (seit 1912) für Elektrotechnik an der Bergakademie Freiberg, 1912 bis 1930 auch als Professor für Physik. Von 1924 bis 1926 war er der Rektor der Bergakademie. Im November 1933 unterzeichnete er das Bekenntnis der deutschen Professoren zu Adolf Hitler.
Georg Brion stammt direkt aus derselben Familie wie Friederike Brion.

## Schriften
- Experimentelle Untersuchungen über den Hochspannungs-Lichtbogen, in: Zeitschrift für Elektrochemie, 1907,18 [= Habilitationsschrift]
- Luftsalpeter. Seine Gewinnung durch den elektrischen Flammenbogen, Göschen, Berlin 1912
- Starkstrommeßtechnik, Springer, Berlin 1933